# Polimialgia reumatica
La  polimialgia reumatica è una malattia reumatica che colpisce prevalentemente soggetti anziani, al collo, ai muscoli del cingolo prossimale, all'anca, agli avambracci e alle gambe.
Spesso tali persone sono soggette anche ad arterite a cellule giganti.

## Epidemiologia
L'epidemiologia in Italia risulta essere quasi 13 casi su 100 000 abitanti, colpendo quasi esclusivamente persone dal quinto decennio di età, anche se l'incidenza aumenta a partire dal settimo decennio. In altri paesi l'incidenza è molto più alta. Colpisce più frequentemente il sesso femminile.

## Eziologia
La causa non è stata ancora chiarita.

## Clinica

### Segni e sintomi
I sintomi  e i segni clinici sono: artralgia, mialgia, rigidità, dolore, febbre, anoressia, apatia, stanchezza, depressione, artrite, sindrome del tunnel carpale, comparsa di edemi mono/bilaterali sul dorso di mani o piedi.

### Diagnosi
- Elementi clinici: età maggiore di 50 anni, esordio brusco, dolore tipico (forte) con rigidità generalizzata

Fra gli esami utili per diagnosticare tale malattia vi sono:
- Esami ematochimici, dai quali risulta un aumento della VES, insieme ad alti valori di PCR, IL-6.
- Radiografia; tomografia computerizzata, che mostra erosioni articolari; scintigrafia, che evidenzia ipercaptazione nelle zone articolari interessate.

## Trattamento
Il trattamento prevede la somministrazione di corticosteroidi (prednisone, metilprednisolone, beclometasone, betametasone).
La fase iniziale della terapia prevede alti dosaggi che andranno poi scalati. A basso dosaggio la terapia deve prolungarsi per molto tempo (12-18 mesi) per evitare ricadute. In alcuni casi la terapia può essere inefficace e la malattia evolve verso una forma di artrite reumatoide.

## Prognosi
Grazie all'azione dei farmaci e della tendenza della malattia alla spontanea guarigione, dopo un periodo molto elevato soprattutto in assenza di terapia, la prognosi è benigna, ma con attenzione alle somministrazioni di lunga durata che possono portare nell'individuo effetti collaterali.